# Prakovce
Prakovce este o comună slovacă, aflată în districtul Gelnica din regiunea Košice, pe malul râului Hnilec. Localitatea se află la altitudinea de 390 m deasupra n.m., se întinde pe o suprafață de 31,91 km2 și în 2017 număra 3.331 de locuitori.

## Istoric
Localitatea Prakovce este atestată documentar din 1368.

## Demografie
| An:                | 1994 | 2004   | 2014   | 2024   |
| ------------------ | ---- | ------ | ------ | ------ |
| Număr de persoane: | 3405 | 3441   | 3342   | 3184   |
| Diferență:         |      | +1,05% | −2,87% | −4,72% |

| An:                | 2023 | 2024   |
| ------------------ | ---- | ------ |
| Număr de persoane: | 3189 | 3184   |
| Diferență:         |      | −0,15% |